# Женская сборная Бельгии по регби-7
Женская сборная Бельгии по регби-7 — национальная сборная, представляющая Бельгию на соревнованиях по регби-7. Управляющий орган — Бельгийская федерация регби. Тренер — Ромен Уэ (фр. Romain Huet). Команда участвует в соревнованиях Регби Европы.

## История
Сборная Бельгии дебютировала в 2003 году на чемпионате Европы, заняв там 6-е место. В 2013 году на турнире в дивизионе A команда одержала победу, выйдя в Гран-При и получив право выступать в высшем дивизионе чемпионата Европы. В розыгрыше чемпионата Европы 2014 года на этапах в Москве и Бриве они заняли 10-е место, итого оказавшись при этом на 11-м месте.  В 2015 году команда соревновалась в дивизионе A (Трофи), выиграв его и вернувшись в 2016 году в Гран-При.
В 2016 году на чемпионате Европы команда Бельгии заняла 6-е место, квалифицировавшись на Гонконгский турнир 2017 года. В 2018 и 2021 годах сборная Бельгии занимала 5-е место на чемпионатах Европы.
В 2022 году сборная Бельгии выступила на этапе в Малаге, заняв там 10-е место.

## Состав
Игроки, заявленные на этап Мировой серии 2021/2022 в Малаге (21—23 января 2022).
| Номер | Игрок             |
| 1     | Марго Лалли       |
| 2     | Циска де Граве    |
| 3     | Эмили Муш         |
| 4     | Сесиль Блондьё    |
| 5     | Марго Стеванс     |
| 6     | Шари Клас         |
| 7     | Манон Найрак      |
| 8     | Элла Амори        |
| 9     | Марго Пирсон      |
| 10    | Луз Хубрехт       |
| 11    | Полин Гернай      |
| 12    | Неле Пьен         |
| 13    | Кристина Пекораро |